# 许晨阳
许晨阳（1981年—）中国数学家，現為普林斯顿大学數學系教授，研究领域为双有理几何。许因其在双有理几何、最小模型规划和法诺簇的K稳定性方面的工作而闻名。

## 生平
许晨阳1981年生于重庆，1999年至2004年在北京大学数学科学学院学习，获学士和硕士学位；2008年获得普林斯顿大学数学博士学位。2008 年至2011年，许晨阳进入麻省理工学院担任讲师。在2013年晋升为犹他大学助理教授后，他转而前往北大，并晋升为教授。2014年，获得国家杰出青年基金并被评为北京大学长江特聘教授。在北京国际数学研究中心任职。
2018年，前往麻省理工大学担任教授。
他是2019年数学新视野早期职业成就奖五位获奖者之一，该奖项与数学突破奖相关，以表彰他在最小模型程序和代数簇模数应用方面的研究。
他因“对代数几何的贡献，特别是最小模型程序和法诺簇的K稳定性”而当选为2020 届美国数学学会会士。2021年，他获得了美国数学会颁发的科尔代数奖。
2020年，前往普林斯顿大学担任教授。

## 荣誉
- 2016年，获得ICTP拉马努金奖。[2]
- 2017年，获得未来科学大奖数学与计算机科学奖。[3]

## 著作
- C. D. Hacon, C. Xu (2013). "Existence of log canonical closures", Inventiones Mathematicae 192 (1), 161–195 49
- C. D. Hacon, J. McKernan, C. Xu (2014). "ACC for log canonical thresholds", Annals of Mathematics 180 (2), 523–571 47